# Комплекс з виробництва полівінілхлориду в Порт-Саїді
Комплекс з виробництва полівінілхлориду в Порт-Саїді — виробничий майданчик на півночі Єгипту.
У 2005 році компанія Trust Chemical Industries запустила в Порт-Саїди хімічне виробництво, де шляхом електролізу хлориду натрію могли отримувати 200 тисяч тонн каустичної соди на рік, а також супутні та похідні продукти — хлор, водень, соляну кислоту (продукт реакції хлору та водню), гіпохлорит натрію, хлорид заліза.
Вже у 2007-му індійська Sanmar Group придбала Trust Chemical Industries та перейменувала її на TCI Sanmar. Тоді ж уклали угоду на придбання в Німеччині обладнання закритого хімічного заводу, що раніше працював у Людвігсгафені та мав річну потужність у 160 тисяч тонн мономеру вінілхлориду та 180 тисяч тонн полівінілхлориду на рік. Обладнання перевезли та змонтували у Порт-Саїді, а подальші кроки з розвитку майданчику дозволили не пізніше 2011 року збільшити його потужність до 400 тисяч тонн мономеру вінілхлориду та 200 тисяч тонн полівінілхлориду. Надлишки монмеру відправляли на належний Sanmar Group завод полімеризації в Індії.
Станом на той же 2011-й майданчик міг випускати 275 тисяч тонн каустичної соди та 235 тисяч тонн хлору на рік.
Важливою сировиною для заводу є дихлоретан, з якого шляхом дегідрогалогенування отримують мономер вінілхлориду, що на наступному етапі перетворюють на полівінілхлориду. Первісно весь дихлоретан імпортували, проте в першій половині 2010-х узялись за проект його виробництва шляхом обробки хлором етилену, при цьому останній в обсягах до 60 тисяч тонн на рік продукували на самому майданчику з етанолу, який в Єгипті є побічним продуктом цукрової галузі. Втім, більшість дихлоретану все рівно потрібно було закуповувати на стороні. У 2022-му TCI Sanmar анонсувала наміри спорудити в порту Порт-Саїда власний термінал для перевалки етилену, що повинно було забезпечити додаткову сировину для продукування власного дихлоетану (втім, станом на 2024 рік цей проект все ще залишався у планах).
у 2017-му ввели в дію другу лінію полімеризації, що довело загальну річну потужність майданчику до 400 тисяч тонн полівінілхлриду (тобто він тепер міг споживати весь вироблений мономер). Того ж року запустили лінію виробництва хлориду кальцію продуктивністю 135 тисяч тонн на рік (ця лінія споживає вироблену майданчиком соляну кислоту).